# Sydowia agharkarii
Sydowia agharkarii är en svampart som beskrevs av T.S. Viswan. 1960. Sydowia agharkarii ingår i släktet Sydowia och familjen Dothioraceae.   Inga underarter finns listade i Catalogue of Life.